# Ermolova (inslagkrater)
Ermolova is een inslagkrater op Venus. Ermolova werd in 1985 genoemd naar de Russische actrice Maria Jermolova (1853-1928).
De krater heeft een diameter van 60,3 kilometer en bevindt zich in het quadrangle Atalanta Planitia (V-4).